# Ruellia togoensis
Ruellia togoensis là một loài thực vật có hoa trong họ Ô rô. Loài này được (Lindau) Heine miêu tả khoa học đầu tiên năm 1962.